# Ryu Seung-min
Ryu Seung-min (Hangul: 류승민 / 유승민, Hanja: 柳承敏, Hán-Việt: Liễu Thừa Mẫn, sinh ngày 5 tháng 8 năm 1982 tại Seoul) là một vận động viên bóng bàn chuyên nghiệp người Hàn Quốc, chủ nhân của huy chương vàng đơn nam tại Thế vận hội Mùa hè 2004.
Ryu Seung-min là tuyển thủ chuyên sử dụng vợt dọc kiểu truyền thống, không như các đối thủ của anh như Mã Lâm và Vương Hạo, Ryu không dùng mặt dưới của vợt, anh cũng thường dùng những quả đánh thuận tay để giành điểm.
Theo bảng xếp hạng của ITTF, Ryu từng được xếp thứ 2 thế giới vào thời tháng 9 năm 2004. Thứ hạng gần đây nhất của anh là vào tháng 2 năm 2014 với vị trí thứ 27.

## Sự nghiệp
Giải đơn (as of ngày 9 tháng 4 năm 2015)
- Olympics: HCV (2004).[4]
- World Championships: SF (2007).
- World Cup appearances: 5. Record: runner-up (2007).
- ITTF Pro Tour winner (3): Egypt, USA Open 2004; Chile Open 2008.
 Runner-up (4): Swedish Open 2001; Brazil Open 2002; Japan Open 2005; Slovenian Open 2007; Kuwait Open 2012.
- ITTF Pro Tour Grand Finals appearances: 9. Record: SF (2003, 2005, 2010).
- Asian Games: SF (2006).
- Asian Championships: SF (2003).

Đôi Nam
- Olympics: 4th (2000).
- World Championships: QF (2001, 2005, 2009).
- Pro Tour winner (8): China (Qingdao) Open 2002; Croatian, Egypt, USA Open 2004; Korea Open 2005; Chinese Taipei Open 2006; Kuwait Open 2007; Brazil Open 2012.
 Runner-up (4): China (Changchun) Open 2000; Korea Open 2010; Austrian Open 2010; Japan Open 2012.
- Pro Tour Grand Finals appearances: 4. Record: SF (2012).
- Asian Games: winner (2002).
- Asian Championships: SF (2005).

Đôi Nam Nữ
- World Championships: QF (2003).
- Asian Games: Runner-up (2002).

Đồng đội
- Olympics: 3rd (2008), 2nd (2012).
- World Championships: 2nd (2006, 08), 3rd (2001, 2004, 2010, 2012).
- World Team Cup: 2nd (2009), 3rd (2007).
- Asian Games: 2nd (2002, 2006).
- Asian Championships: 2nd (2005).